# Buchanan (New York)
Buchanan è un villaggio degli Stati Uniti d'America, situato nel comune di Cortlandt, nella contea di Westchester, New York. È sede dell'impianto nucleare di Indian Point.